# Déportés guadeloupéens et haïtiens en Corse

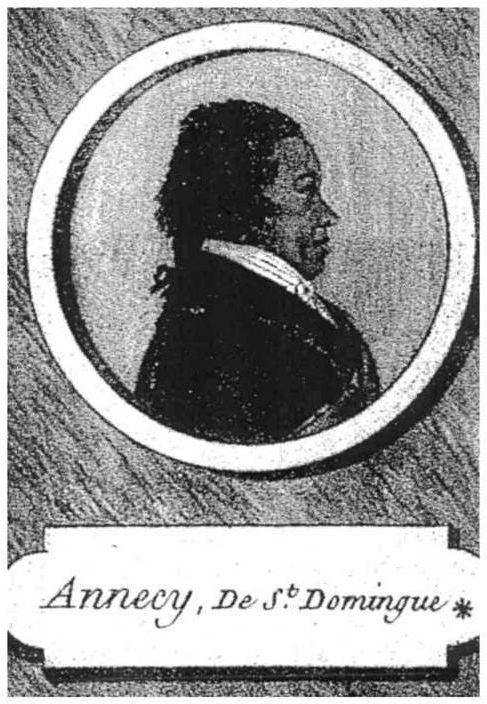
Portrait de Jean-Louis Annecy, élu au Conseil des Anciens, un des déportés antillais en Corse.

Les déportés guadeloupéens et haïtiens en Corse sont des Antillais noirs et métis, déportés dans des camps de travail sur l'île de Corse en 1802, par la volonté du Premier consul Napoléon Bonaparte. Cette déportation a un double objectif : se débarrasser d'individus qui s'opposent au rétablissement par Napoléon de l'esclavage dans les colonies d'outre-mer, et accélérer la colonisation et l'intégration de la Corse, processus entamé en 1769,. Ce sont principalement des militaires guadeloupéens et haïtiens qui sont déportés, ainsi que des femmes et des enfants, et deux députés de la Première République.
L'école historique française les découvre tardivement - malgré les travaux des frères Bonaparte Auguste - et à cause selon Francis Arzalier, des « réticences de l'historiographie française à mettre en lumière ce qui contredit trop la légende napoléonienne ». Un documentaire audiovisuel de Dumé Maestrati a contribué à les faire connaître du grand public.

## Contexte historique

### Colonisation et traite négrière
Lors de la colonisation européenne des Amériques, les Européens déportent massivement des esclaves depuis l'Afrique, afin de remplacer à la tâche les autochtones d'Amérique du Nord décimés depuis.
Aux Antilles, 150 ans après sa colonisation par les Européens, Saint-Domingue (future Haïti) devient la colonie la plus rentable au monde. À la fin du XVIIIe siècle, la valeur de ses exportations dépasse celle des États-Unis. Cette prospérité repose principalement sur le sucre et le café qui nécessitent de grandes plantations. À la veille de la Révolution française, ces dernières emploient près de 500 000 esclaves pour 32 000 Blancs et 28 000 gens de couleur libres (métis et affranchis). Saint-Domingue est alors considérée par les Français comme la « perle des Antilles » pour ses exportations de café, de sucre et de rhum.

### Révolution haïtienne et abolition de l'esclavage

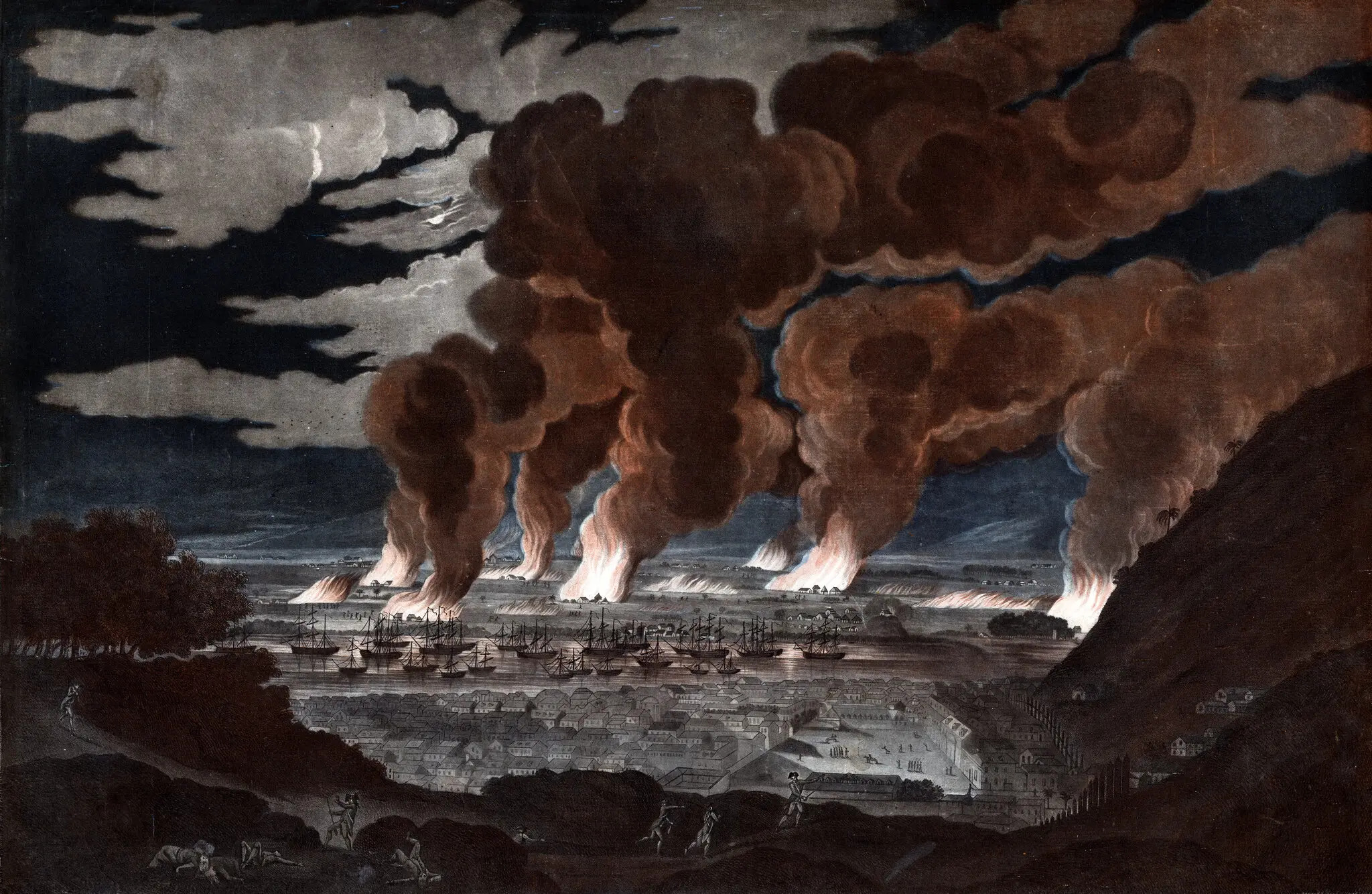
Incendies déclenchés par les esclaves révoltés dans les Habitations autour de Cap-Français.

En 1791, éclate sur l'île une importante insurrection d'esclaves à Saint-Domingue. Celle-ci débouche en 1793 sur une première abolition de l'esclavage dans le nord de la colonie par les commissaires de la République. L'année suivante, la Convention montagnarde vote l'abolition de l'esclavage dans l'ensemble des colonies françaises.

### Rétablissement de l'esclavage par Napoléon

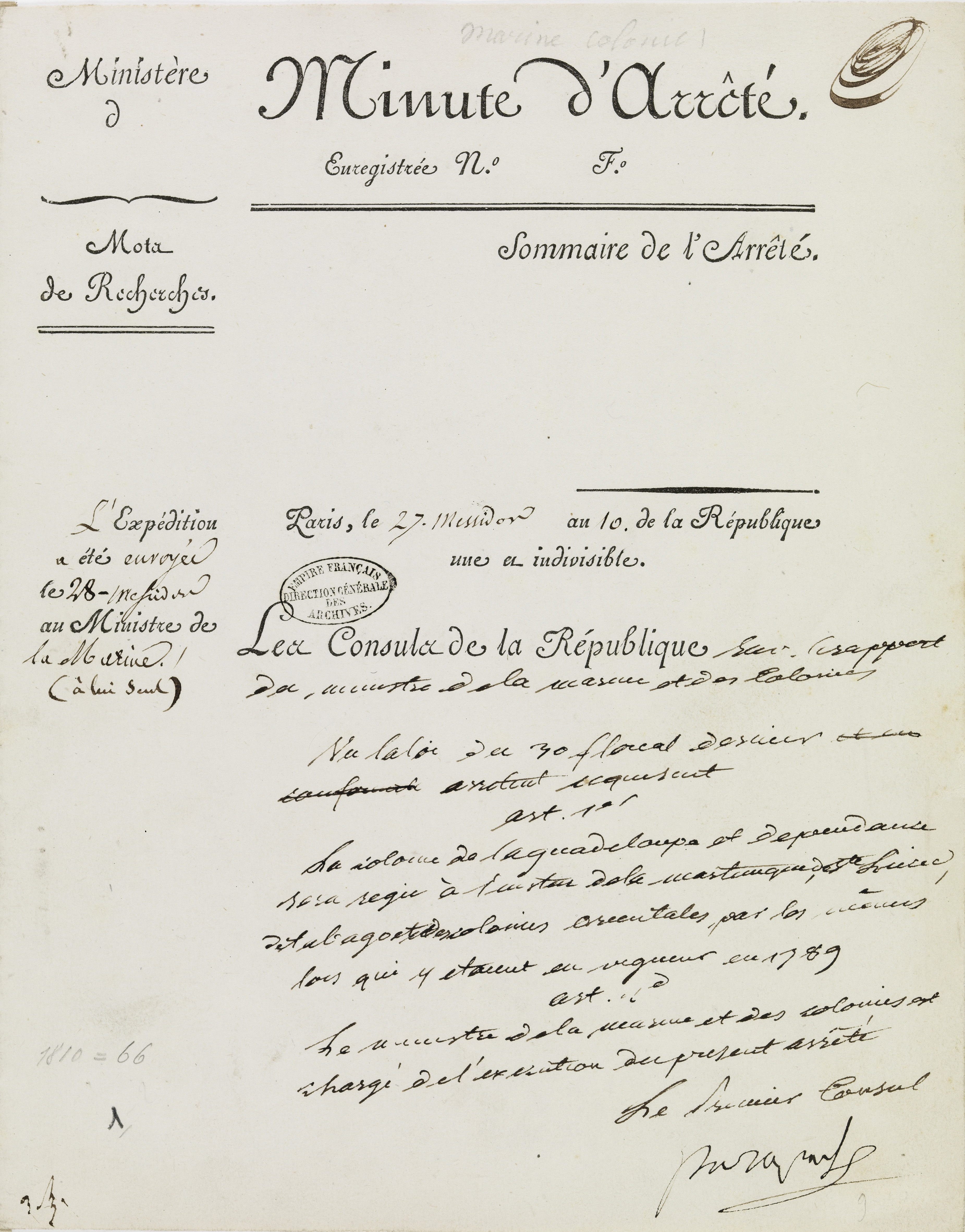
Arrêté du 16 juillet 1802, signé par Napoléon, rétablissant l'esclavage en Guadeloupe.

En 1802, huit ans après l'abolition, le Premier Consul Napoléon Bonaparte, plénipotentiaire depuis son coup d'État de 1799, décide pour des raisons économiques de rétablir l'esclavage dans les colonies. Officiellement ce rétablissement ne s'applique pas à Saint-Domingue et en Guadeloupe, les seules colonies avec la Guyane à avoir connu l'abolition effective, où les anciens esclaves ont pris goût à la liberté, acquise par leurs révoltes, ou par le service dans les milices depuis 1760 (ainsi Jean-Louis Annecy, militaire qui deviendra député).
Toutefois, les armées qu'envoie Napoléon sur les deux îles pour écraser les insurrections (expédition Leclerc à Saint-Domingue, et l'expédition Richepance en Guadeloupe), ont pour but d'y rétablir l'esclavage.

### L'expédition de Saint-Domingue

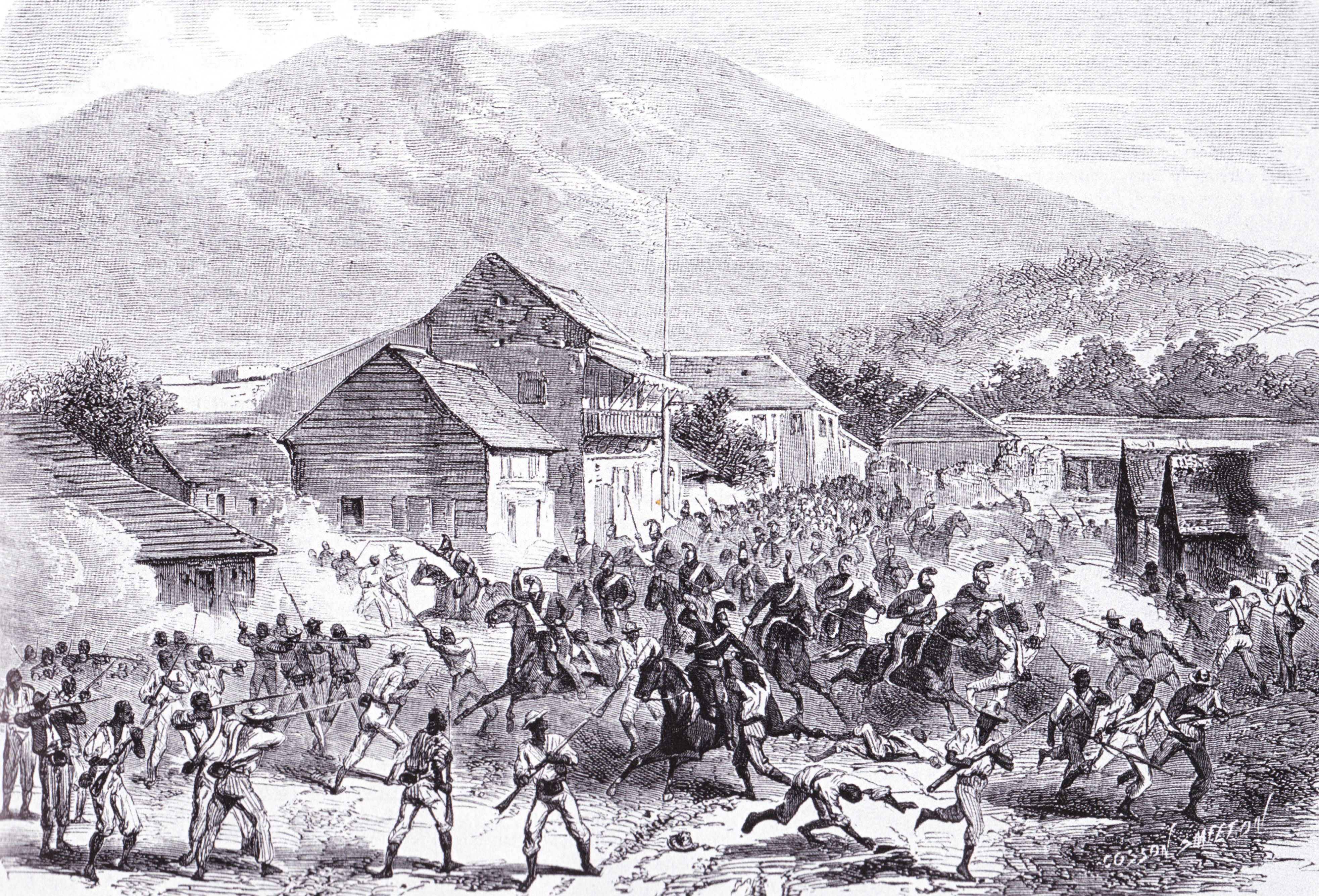
Révolte des esclaves contre les armées napoléoniennes, lors de l'expédition de Saint-Domingue entre 1801 et 1803 (Gravure du).

L'expédition de Saint-Domingue est organisée par Napoléon Bonaparte ; le beau-frère du premier Consul le général Leclerc et 30 000 hommes dans 86 vaisseaux appareillent de Brest le 24 décembre 1801 pour aller soumettre les rebelles,.

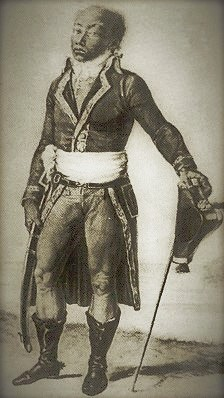
Toussaint Louverture lors de son débarquement à Brest en 1802, gravure de Pierre-Charles Baquoy, 1802 (© Jacques de Cauna 1989)

L'armée de Toussaint Louverture, esclave affranchi devenu général à la tête des insurgés, est battue par les troupes de métropole. Abandonné par ses officiers et ses soldats, il est capturé en 1802 par traitrise, et déporté au Fort de Joux dans le massif du Jura où il mourra en 1803 - André Rigaud chef du parti mulâtre parviendra à s'échapper du Fort.
L’annonce du rétablissement de l’esclavage à la Guadeloupe reçue à Haïti soulève la population et fait l’unanimité parmi les officiers et soldats de Saint-Domingue. Brutalement, la répression est terrible contre ces « rebelles » : asphyxie au soufre, molosses, exécutions sommaires, noyades collectives. Ne reste qu'une solution : la déportation vers l'Europe.

### Antoine Richepance en Guadeloupe

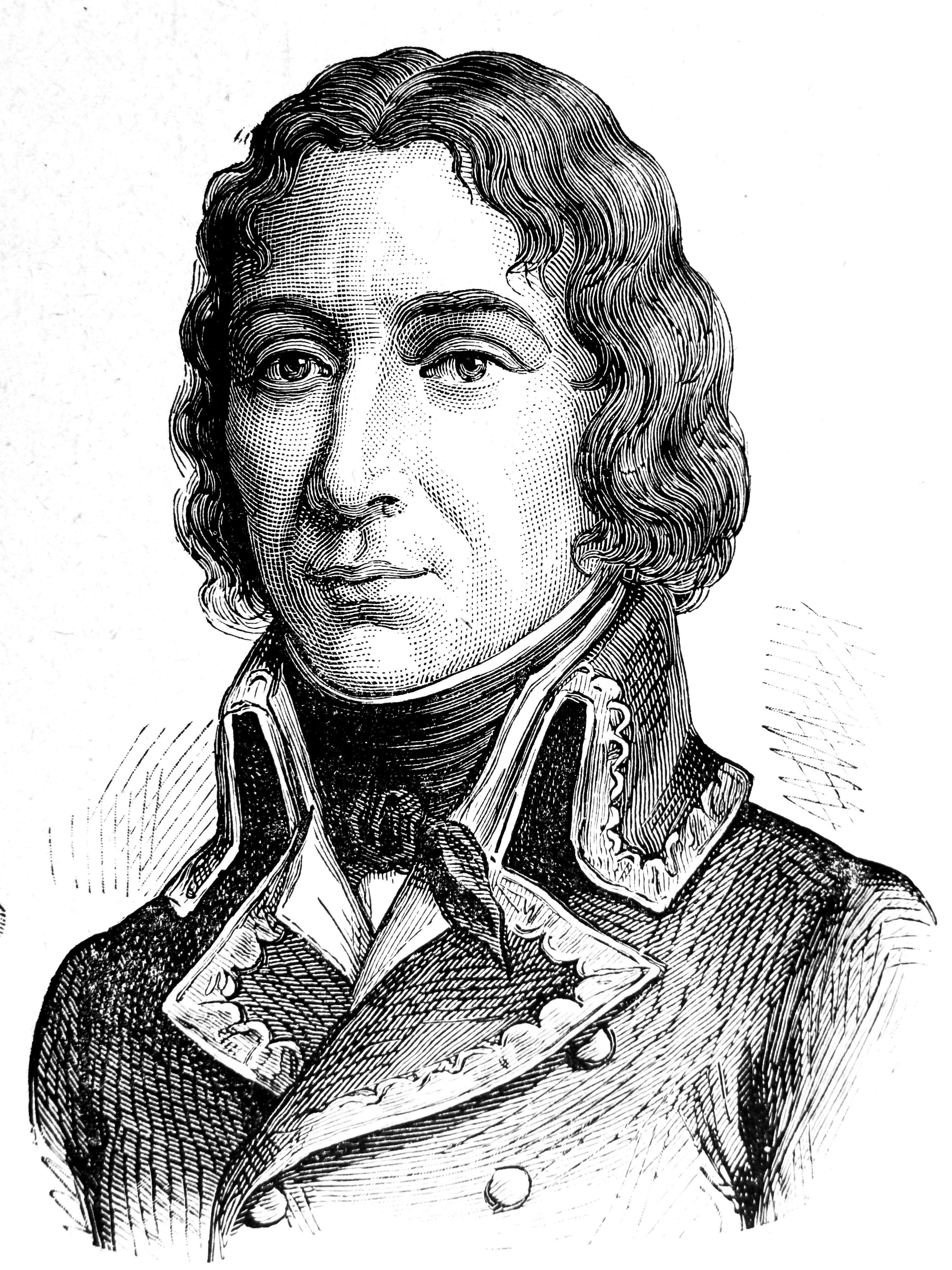
Antoine Richepance (1770-1802)

Le 3 avril 1802 (13 Germinal an X), une escadre de 3 500 hommes composée de 2 vaisseaux, 4 frégates et deux transports, sous les ordres du contre-amiral Bouvet, appareille de Brest. Le 6 mai (15 Floréal), elle est en vue de l'île de Guadeloupe, Antoine Richepance en est le général en chef. Sa mission officielle est de rétablir le général Lacrosse dans ses fonctions,.
Le rétablissement de l’esclavage en Guadeloupe est d’abord imposé militairement et illégalement par Richepance qui va mener une guerre sanglante : (66 % de perte dans le corps expéditionnaire), contre des troupes françaises guadeloupéennes.
Richepance, en accord avec Napoléon Bonaparte, va donc imposer le rétablissement de l'esclavage militairement et par voie de fait (28 mai 1802). Et le Premier Consul va le confirmer par un décret illégal qui « avalise cet attentat » aux Droits de l'homme, et qui ne sera jamais publié. L'esclavage est ainsi officialisé par l'arrêté consulaire du 16 juillet 1802 (27 messidor an X), longtemps ignoré de l'historiographie, et dont l'original n'a été découvert qu'en 2007 dans les Archives nationales. En signant cet arrêté Bonaparte marque un retour à la législation de l'Ancien régime : « La colonie de la Guadeloupe (...) sera régie, à l'instar de la Martinique (...) par les mêmes lois qui y étaient en vigueur en 1789 ».

## La déportation

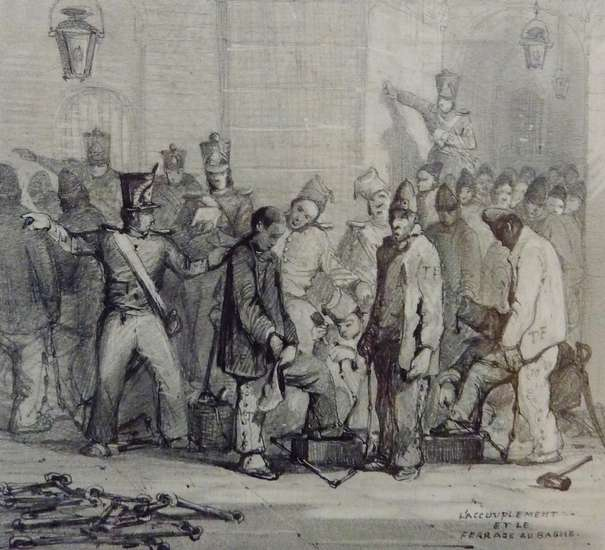
Jules Noël Bagnards du bagne de Brest

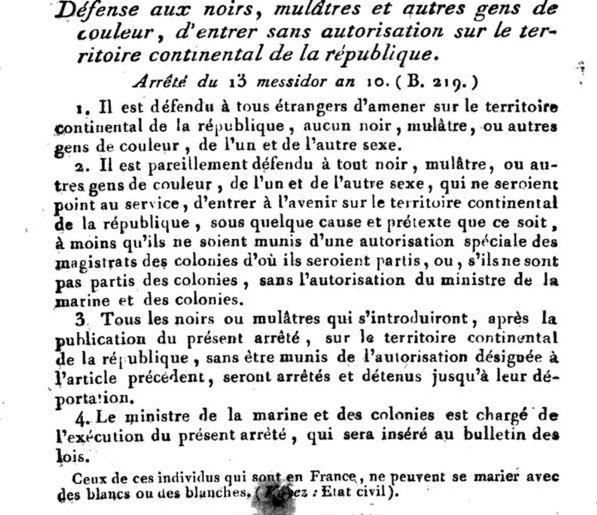
Arrêté consulaire du 13 messidor an X (2 juillet 1802) : « Défense aux noirs, mulâtres et autres gens de couleur, d'entrer sans autorisation sur le territoire continental de la république »

Le 24 juillet 1802 un arrêté prévoit l'envoi aux travaux forcés des hommes déportés de Saint-Domingue et de la Guadeloupe Une fois sur le bateau, comme le souligne Jean-Yves Coppolani : « (parce qu') ils étaient des gens de couleur, ils étaient suspectés de soutenir la révolte, et c’est seulement sur le bateau qu’on leur a dit qu’ils étaient déportés »
Dans des conditions effroyables, traversant l'Atlantique, enchaînés, Guadeloupéens et Haïtiens arrivent à Brest, au bagne devenu un camp de triage pour prisonniers antillais. Le bagne de Brest est encombré de déportés antillais Pour prévenir toute évasion ou bien tout écart, le prisonnier est ferré dès son arrivée, et ses fers sont accouplés à ceux d'un autre bagnard. Pour cela, on installe une manille à son mollet et une chaîne en fer de 18 maillons pesant 7 kilos. Le forçat peut être, s'il est de bonne conduite, placé en « demi-chaîne » Le bout de sa chaîne sera relevé et fixé à l'anneau de sa ceinture en cuir.
Ils sont donc déportés en métropole, à Brest puis à Toulon toujours par voie de mer et finalement en Corse. La déportation des rebelles antillais s’organise avec la publication de l’arrêté des consuls du 13 Frimaire an XI (4 décembre 1802) pour en faire des travailleurs forcés, astreints à la discipline militaire, séparés en fonction de leur couleur de peau.
L'histoire et les archives ont retenu le chiffre de 422 déportés vers la Corse venant des Antilles grandes et petites dont 183 Guadeloupéens et 229 Haïtiens ; ils furent beaucoup plus nombreux en vérité[réf. souhaitée].
En 1803, le ministre de la marine Denis Decrès écrit à Donatien de Rochambeau que ce n'est pas par la « rigueur des châtiments » mais par la déportation en Corse que le Premier Consul compte dompter les rebelles.

## En Corse
Cette main d'œuvre corvéable à volonté allait en effet être mise au service d'un projet visant à parachever l'inclusion de la Corse dans l'ensemble français, tout en y mettant en œuvre une politique ouvertement coloniale.
Ces déportés, dont Jean-Baptiste Mills mulâtre, un des premiers Afro-descendants, député élu à la Convention le 23 septembre 1793 (mort à Bastia le 7 décembre 1806), Jean-Louis Annecy député de Saint-Domingue (mort en 1807),et de nombreux officiers supérieurs, sont installés sans vêtements et enchaînés dans un monastère d’Ajaccio reconverti en camp : le couvent des Capucins Ils vont dans les travaux forcés assainir et embellir la ville natale de Napoléon Bonaparte. Ajaccio est la ville témoin de la déportation.

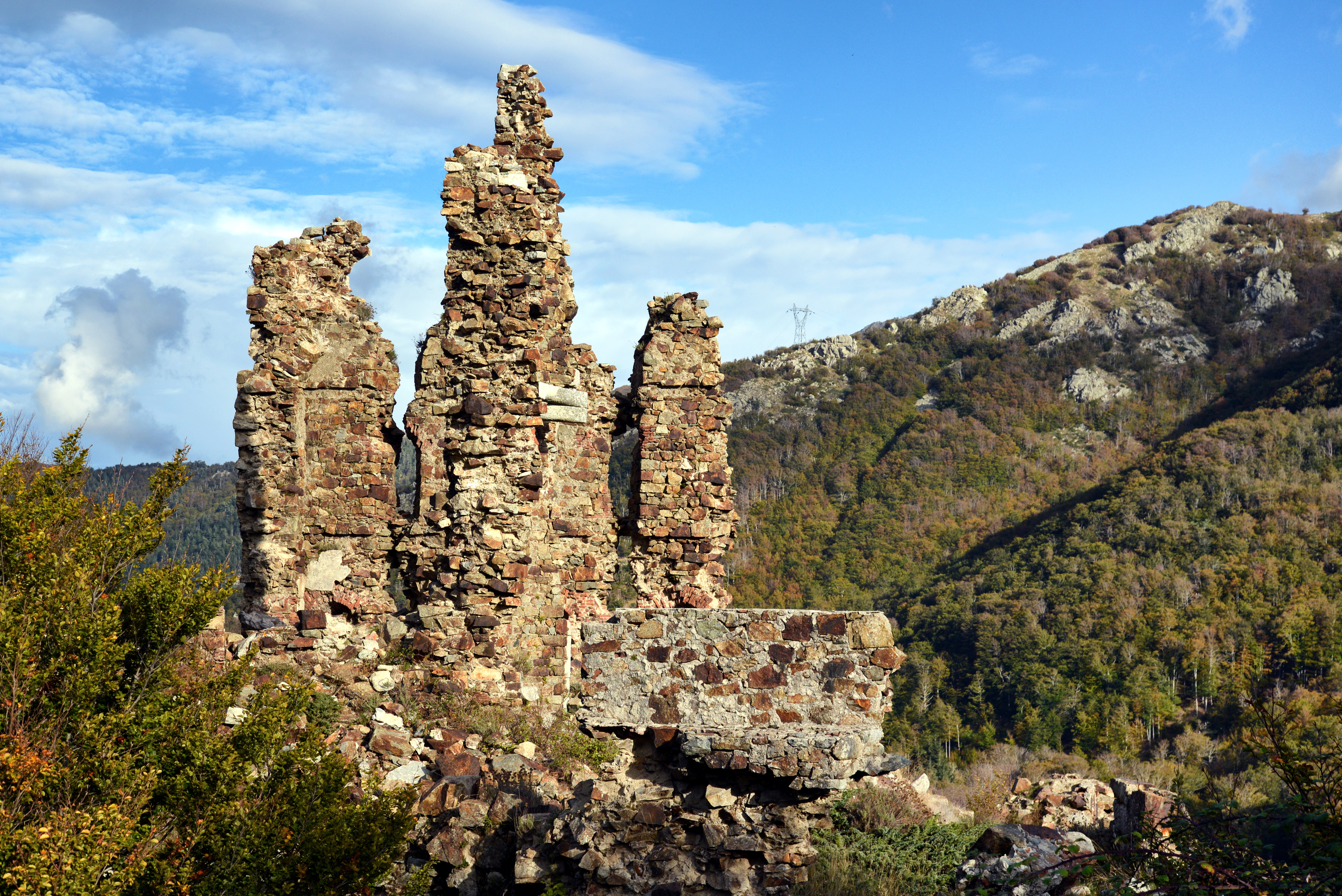
Actuelles ruines du fort de Vizzavona.

Guadeloupéens et Haïtiens participent à la construction de la route entre Ajaccio et Bastia classée route royale en 1836 puis route nationale 193 et aujourd'hui route 20 et route 21. Par la construction de cette route, Napoléon entendait casser les séditions des insulaires. Les Antillais travaillent été comme hiver pour construire la route dans la région très escarpée du col de Vizzavona, où ils sont aussi affectés au transport des grands arbres (pin laricio) de la forêt de Vizzavona, pour servir aux mâts de bateaux, et ils participent également aux travaux des Forts corses.
Cent quarante-huit déportés purent s'affranchir de leur statut en s'engageant dans le Royal-Africain au service du Joseph Bonaparte dès 1806 ainsi que l'a démontré Bernard Gainot d'après les archives du Shat (Service historique de l'armée de terre à Vincennes)

## Bilan
La plupart des déportés sont morts au cours des tâches épuisantes qui leur ont été confiées. Il y eut toutefois des évasions.
Fait de « l'exception corse », les insulaires rejetèrent durablement toute forme d'interventionnisme de type colonial : « les multiples projets de mise en valeur de type colonial ont tous échoué, pour des raisons de relief, de climat, de résistance des populations : la colonisation de la Corse n'aura pas lieu ».
En 2022, Jean-Yves Coppolani envisage la création d'un monument en hommages aux déportés antillais, à Corte.

### Ouvrages
- Claude Bonaparte Auguste et Marcel Bonaparte Auguste Les déportés de Saint-Domingue. Contribution à l'histoire de l'expédition française de Saint-Domingue, 1802-1803 (préface de Robert Cornevin) Éditions Naaman 1979, 158 pages[29]
- Claude Bonaparte Auguste et Marcel Bonaparte Auguste Ouragan sur la Caraïbe: Les déportés de St-Domingue et de la Guadeloupe, Éd. CIDIHCA, Montréal 2007  (ISBN 9782894542170)  (ISBN 2894542178)
- Paul Louis, Appel à la création du mémorial noir de la déportation et de l'esclavage, éditeur Association guadeloupéenne pour l'aide à la création du Memorial noir de la déportation et de l'esclavage, 1987 95 pages
- Bernard Gainot, Les officiers de couleur dans les armées de la République et de l'empire (1792-1815) : De l'esclavage à la condition militaire dans les Antilles françaises, Paris, Karthala, 2007, 232 p. (ISBN 978-2-84586-883-0, OCLC 182917374, BNF 41165334). Les officiers de couleur dans les armées de la République et de l'Empire, 1792-1815
  - Bernard Gainot Les officiers de couleur dans les armées de la République et de l’Empire (1792-1815) - de l'esclavage à la condition militaire dans les Antilles françaises - Karthala, 2007  (ISBN 9782845868830) (recherche d'occurrences à : "Corse" dans l'ouvrage, extraits)
  - Annie Crépin, Bernard Gainot, Les officiers de couleur dans les armées de la République et de l’Empire (1792-1815). Compte-rendu de lecture, Reims et Paris, Armand Colin, Société des études robespierristes et OpenEdition Journals, 2009 (ISSN 0003-4436 et 1952-403X, OCLC 185424580 et 777682345, BNF 32694556, DOI 10.4000/AHRF.11582, lire en ligne). Compte-rendu de lecture
- Jean-François Niort et Jérémy Richard, L’arrêté consulaire du 16 juillet 1802 rétablissant l’esclavage à la Guadeloupe : du mystère à l'illégalité Université des Antilles, 1er juin 2009
- « La Guadeloupe de 1803 à 1816 »

### Articles
- Francis Arzalier, « Déportés haïtiens et guadeloupéens en Corse (1802-1814) », Annales historiques de la Révolution française, Reims et Paris, Armand Colin, Société des études robespierristes et OpenEdition Journals, nos 293-294,‎ 1993, p. 469-490 (ISSN 0003-4436 et 1952-403X, OCLC 185424580 et 777682345, BNF 32694556, DOI 10.3406/AHRF.1993.1586, JSTOR 41914382).
- Jean-Yves Coppolani « Des Antillais déportés en Corse à l'époque napoléonienne » Bulletin de la Société des sciences historiques et naturelles de la Corse, no 656, 1989, p. 245-254.
- Marcel Grandière, Les réfugiés et les déportés des Antilles à Nantes sous la Révolution Bulletin de la société d'histoire de la Guadeloupe, 33-34 troisième trimestre-quatrième trimestre 1977

### Documentaires
- Dominique Maestrati Bonaparte, côté noir documentaire 52 minutes, 2016 france.tv (Ce documentaire sur les conséquences de la loi du 20 mai 1802 est illustré par les analyses d’historiens spécialisés et les témoignages fictifs des acteurs de l’histoire : Bonaparte ; l’Abbé Grégoire, farouche abolitionniste ; Toussaint Louverture, ancien esclave devenu gouverneur et Bélu, planteur et négrier)

### Presse
- Corse-Matin du 4 décembre 2018  / DOSSIER. « Quand les esclaves antillais bâtissaient les grandes routes de Corse » Corse-Matin (consulté le 9 décembre 2021).
- Histoire : l’épisode méconnu des 1500 Antillais déportés à Brest / 13 septembre 2020 sur Le Télégramme (consulté le 10 décembre 2021).
- Le Journal de la Corse / Quand les Antillais étaient déportés en Corse par Napoléon 6 novembre 2022